# Anthony Woodson
Anthony Michael Woodson (Calgary, 7 gennaio 1988) è un ex giocatore di football americano canadese, che ha giocato come runningback.
Dopo aver giocato per la squadra universitaria canadese dei Calgary Dinos è stato selezionato dagli Winnipeg Blue Bombers al quarto giro del Draft CFL 2010 con la 29ª scelta. Ha quindi fatto parte dei roster di offseason e di stagione regolare di diverse squadre di CFL (Winnipeg, Toronto Argonauts, Hamilton Tiger-Cats e Calgary Stampeders).
Suo padre Anthony Woodson sr. ha giocato per i Calgary Stampeders, per gli Ottawa Rough Riders e per i Denver Broncos.